# Route européenne 009
Ne doit pas être confondu avec la route européenne 9, située en France et en Espagne.
La route européenne 009 est une route reliant Jirgatol, au nord du Tadjikistan, à la frontière afghane près d'Ishkashim, tout au sud du pays.